# Little Caesars
Little Caesar Enterprises Inc. (che opera come Little Caesars) è la terza catena di pizzerie più grande negli Stati Uniti, dopo Pizza Hut e Domino's Pizza . Gestisce il franchising delle pizzerie negli Stati Uniti e in Asia nel Medio Oriente, Australia, Canada, America Latina e Caraibi. La compagnia è stata fondata nel 1959 e ha sede a Detroit, nel Michigan, con sede nell'edificio Fox Theater a Downtown.

## Storia
Little Caesars Pizza è stata fondata l'8 maggio 1959 da Mike Ilitch e sua moglie Marian Ilitch . La prima sede era in un centro commerciale di Garden City, nel Michigan, un sobborgo di Detroit, e si chiamava "Little Caesar's Pizza Treat". Il negozio originale è stato chiuso ad ottobre 2018.
La società è famosa per il suo slogan pubblicitario "Pizza! Pizza! ", Introdotta nel 1979. La frase si riferisce a due pizze offerte al prezzo comparabile di una sola pizza da concorrenti. In origine, le pizze venivano servite in un unico lungo pacchetto (un pezzo di cartone ondulato in proporzioni 2 per 1, con due pizze quadrate affiancate, quindi inserite in un manicotto di carta sagomato che veniva piegato e pinzato chiuso) . Da allora Little Caesars ha scartato l'imballaggio ingombrante a favore delle tipiche scatole per pizza . Oltre alla pizza con condimenti "esotici", servivano Hot dog, pollo, gamberi e pesce.
Nel 1998, Little Caesars riempì quello che all'epoca era il più grande ordine di pizza, arrivando ad un ordine di 13.386 pizze dalla VF Corporation di Greensboro, nella Carolina del Nord.
A partire dal 2004, la catena ha iniziato a offrire "Hot-N-Ready", una grande pizza al salame venduta per $ 5, ebbe abbastanza successo da diventare un appuntamento fisso della catena e il modello di business di Little Caesars si è spostato per concentrarsi maggiormente sulla realizzazione.
Little Caesars è stato tra i primi a utilizzare un nuovo tipo di forno a cottura rapida, il "Rotary Air Impingement Oven".
Nel 2017, in coincidenza con l'apertura della Little Caesars Arena, la società ha lanciato un logo leggermente aggiornato, che ha rimosso i peli del petto di Cesare, hanno aggiornato la corona e la Toga con la scritta "LC" per "Little Caesars". La società ha anche iniziato a utilizzare il nuovo Cesare nella sua pubblicità, sostituendo il Cesare più fumettistico che era stato utilizzato nelle pubblicità dagli anni '80.

## Franchising

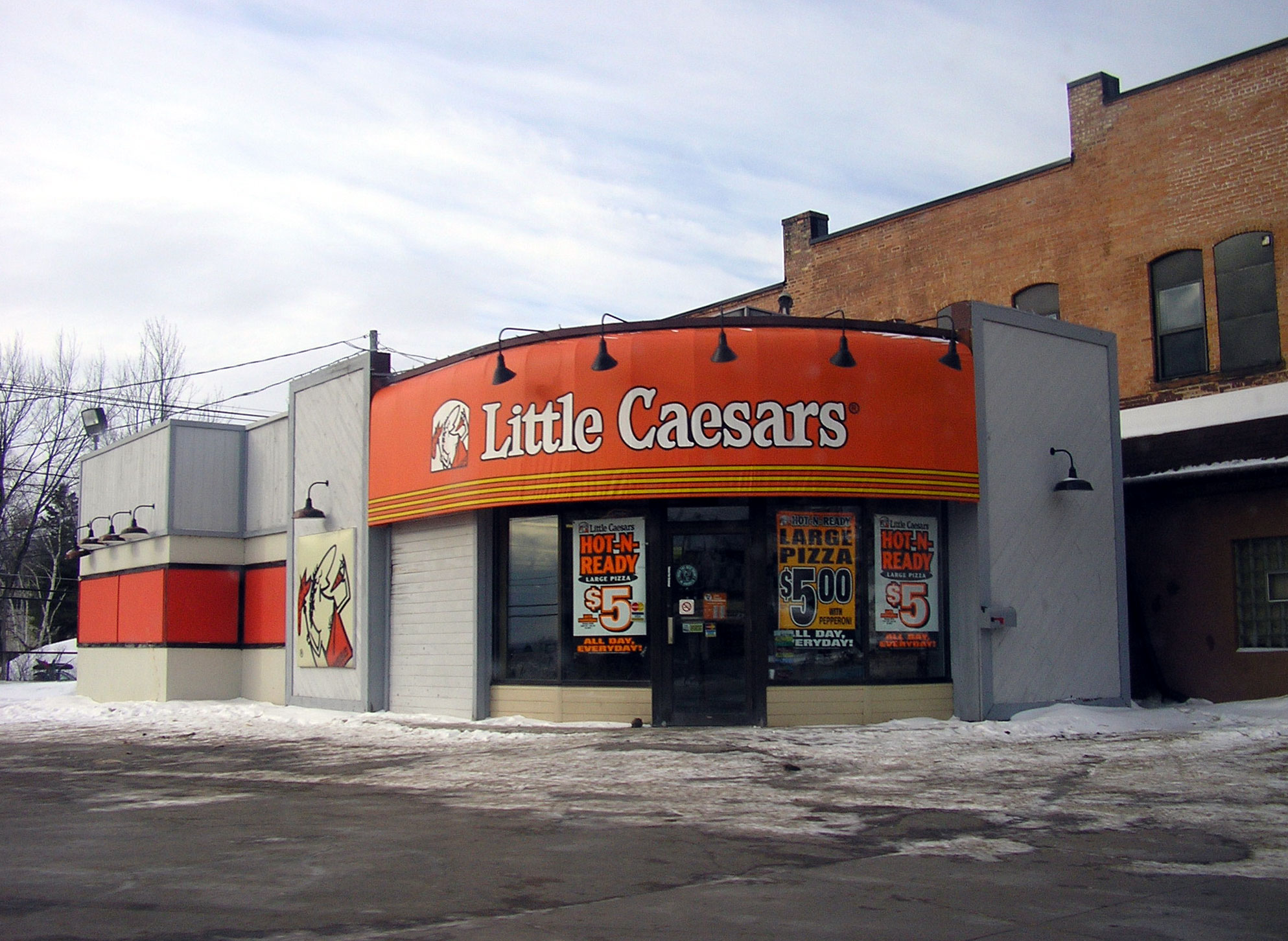
Franchising a Marquette, Michigan

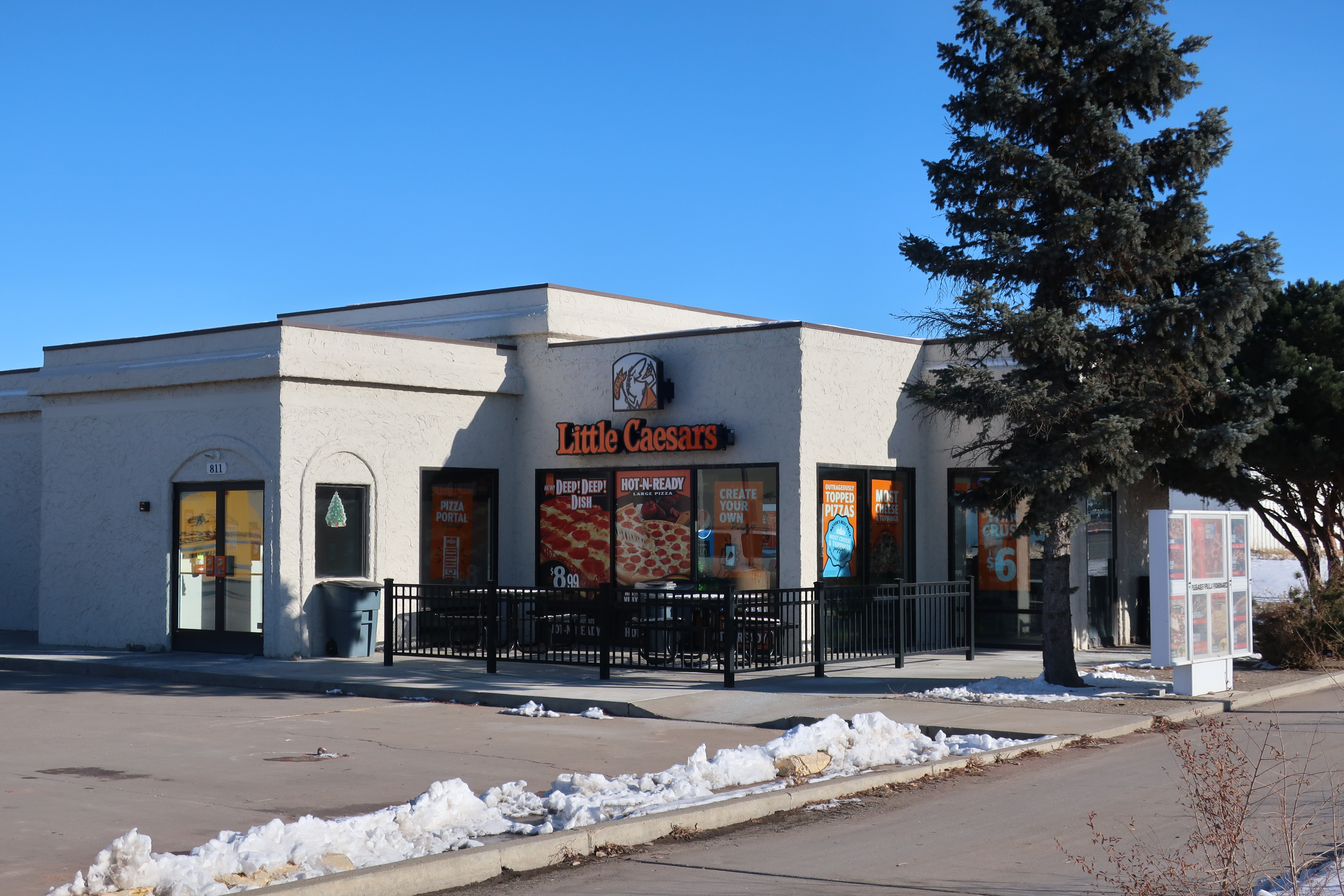
A Little Caesars in Gillette, Wyoming

Little Caesars vendette il suo primo franchising nel 1962 e nel 1987, aveva ristoranti in tutti i 50 stati. Durante gli anni '90 e l'inizio degli anni 2000, Little Caesars era comunemente reperibile nei negozi Kmart, più precisamente in Big Kmarts e Super Kmarts. Il primo Kmart e il primo Little Caesars furono entrambi costruiti a Garden City, nel Michigan. Dopo il fallimento di Kmart, alcuni Kmart di oggi hanno sostituito i Little Caesars con il proprio "K-Cafe". Tuttavia, rimangono diversi Caesars. La pizza Little Caesars è stata inclusa anche in molte località Kmart rimodellate.
Tra il 2008-2015, Little Caesars è stata la catena di pizze a più rapida crescita negli Stati Uniti .  Nel 2017, la società ha 5.463 ristoranti negli Stati Uniti e in altri Paesi internazionali.

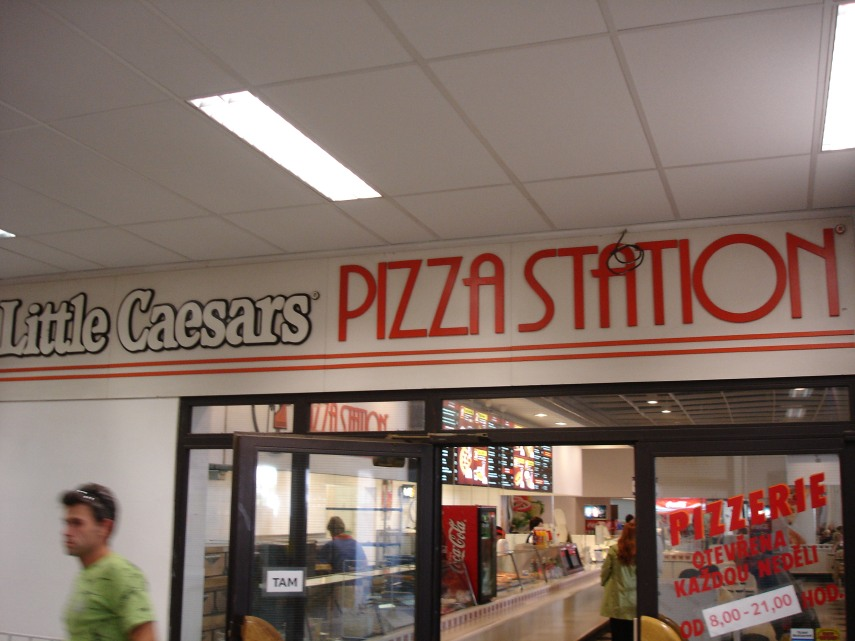
Ex piccola stazione della pizza di Little Caesars a Brno, repubblica Ceca

### Crescita internazionale
Nel 1987 la società operava in tutti gli Stati Uniti del Nord, acquistando la catena Mother's Pizza per amministrazione controllata in Canada, negli Stati Uniti e nel Regno Unito nel 1989. A partire dal 2018, la società è presente in Canada, Porto Rico, Isole Vergini Americane, Guam, Honduras, Nicaragua, Repubblica Dominicana, Messico, Panama, Perù, Filippine, Turchia, Giordania, Egitto, Guatemala, Bahamas, Arabia Saudita, El Salvador, Giamaica, Bahrain, Australia, Trinidad e Tobago e Cile.
La catena è arrivata a Costa Rica nel 2014 (aprendo il locale di Paseo de Las Flores, dopo era pianificato un secondo ristorante a Centro Comerciale Zona Centro in Desamparados, ma invece sono aperti i locali di San Francisco di Heredia, San Rafael di Escazú e Walmart Desamparados), nel 2016 viene sostituita da Ready Pizza, nonostante riappare in dicembre 2019 con un nuovo locale in La Granja a San Pedro di Montes de Oca. Pochi mesi dopo, apre un nuovo ristorante a Centro Comerciale Parque La Paz in Desamparados.

La società era presente nelle Filippine negli anni '90 ma si è gradualmente chiuso nei primi anni 2000. È rientrato nel mercato il 25 gennaio 2019.

## Prodotti
Little Caesars offre una grande varietà di pizze. Diverse voci nel menu principali fanno parte del menu HOT-N-READY, progettato per rendere disponibili articoli popolari per l'immediata realizzazione, mentre altri sono considerati pizze speciali o pizze personalizzate, inclusa la linea di prodotti "ExtraMostBestest". Le opzioni di pizza standard includono il loro formaggio classico, salame, pizza hawaiana, pizza suprema e pizza vegetariana. Nel 2013, hanno aggiunto Deep! Dish Pizza, una pizza in stile Detroit, al menu.
Oltre alle opzioni standard, le pizze sono disponibili con qualsiasi condimento desiderato come le pizze con la crosta ripiene ExtraMostBestest, una variante della classica pizza rotonda in cui la crosta è ripiena di mozzarella aggiuntiva.
Nel 1996, ha lanciato Pizza by the Foot, una pizza rettangolare lunga 90 cm. Da allora quel prodotto è stato sospeso.